# دیپ‌واتر دیسکاوری
دیپ‌واتر دیسکاوری (به انگلیسی: Deepwater Discovery) یک کشتی است که طول آن ۲۳۰٫۴۸ متر (۷۵۶٫۲ فوت) می‌باشد. این کشتی در سال ۲۰۰۰ ساخته شد.